# FTSJ1
FTSJ1 (англ. FtsJ RNA methyltransferase homolog 1) – білок, який кодується однойменним геном, розташованим у людей на X-хромосомі. Довжина поліпептидного ланцюга білка становить 329 амінокислот, а молекулярна маса — 36 079.
| 10         |  | 20         |  | 30         |  | 40         |  | 50         |
| ---------- |  | ---------- |  | ---------- |  | ---------- |  | ---------- |
| MGRTSKDKRD |  | VYYRLAKENG |  | WRARSAFKLL |  | QLDKEFQLFQ |  | GVTRAVDLCA |
| APGSWSQVLS |  | QKIGGQGSGH |  | VVAVDLQAMA |  | PLPGVVQIQG |  | DITQLSTAKE |
| IIQHFKGCPA |  | DLVVCDGAPD |  | VTGLHDVDEY |  | MQAQLLLAAL |  | NIATHVLKPG |
| GCFVAKIFRG |  | RDVTLLYSQL |  | QVFFSSVLCA |  | KPRSSRNSSI |  | EAFAVCQGYD |
| PPEGFIPDLS |  | KPLLDHSYDP |  | DFNQLDGPTR |  | IIVPFVTCGD |  | LSSYDSDRSY |
| PLDLEGGSEY |  | KYTPPTQPPI |  | SPPYQEACTL |  | KRKGQLAKEI |  | RPQDCPISRV |
| DTFPQPLAAP |  | QCHTLLAPEM |  | EDNEMSCSP  |  |            |  |            |

A: Аланін

C: Цистеїн

D: Аспарагінова кислота

E: Глутамінова кислота

F: Фенілаланін

G: Гліцин

H: Гістидин

I: Ізолейцин

K: Лізин

L: Лейцин

M: Метіонін

N: Аспарагін

P: Пролін

Q: Глутамін

R: Аргінін

S: Серин

T: Треонін

V: Валін

W: Триптофан

Кодований геном білок за функціями належить до трансфераз, метилтрансфераз, фосфопротеїнів. 
Задіяний у таких біологічних процесах, як процесинг тРНК, альтернативний сплайсинг. 
Білок має сайт для зв'язування з S-аденозил-L-метіоніном. 
Локалізований у цитоплазмі.